# Pangs
Pangs (Remordimientos España y Angustia en Latinoamérica) es el octavo episodio de la cuarta temporada de la serie de televisión estadounidense Buffy, la cazavampiros.

## Argumento
El departamento de antropología de la universidad inaugura las excavaciones para un nuevo edificio. Anya (Emma Caufield), Buffy (Sarah Michelle Gellar) y Willow (Alyson Hannigan) están presentes porque Xander (Nicholas Brendon) es miembro del equipo de las obras. Cuando está excavando, Xander cae en una cripta subterránea que resulta ser la antigua misión de Sunnydale.
De la antigua misión sale un humo verde que llega hasta el despacho de la doctora de antropología, convirtiéndose en un nativo americano que la degüella y le corta una oreja. Buffy y Willow van a investigar y echan en falta un puñal del siglo XIX perteneciente a los indígenas de esa zona, los summas. Buffy va a informar a Giles (Anthony Head) a su casa y cuando se marcha para hacer las últimas compras para celebrar la fiesta de acción de gracias, aparece Ángel (David Boreanaz), quien le cuenta a Giles que un amigo suyo ha tenido una visión inquietante sobre Buffy, pero él no quiere que ella lo sepa para que no se distraiga y salga herida. Ángel sale a vigilar a Buffy ante la oposición de Giles, que cree que lo justo es avisar a Buffy de su presencia.
Cuando Willow se aleja de Buffy y Riley (Marc Blucas), que se han encontrado accidentalmente en la calle, tropieza con Ángel, quien le explica por qué está en Sunnydale.
Buffy va a visitar al padre Gabriel, un experto en la antigua misión, que acaba de ser asesinado por un espíritu indígena vengador. Buffy lucha con este, pero desaparece convertido en cuervos. Buffy va a casa de Giles a contárselo y a seguir preparando la cena. Willow les cuenta que los indios summa eran pacíficos y que fueron encerrados en la misión para realizar trabajos. Fueron infectados por enfermedades procedentes de Europea, ahorcaron a los que se revelaron, mataron a algunos por robar ganado y como prueba de esto les cortaban una oreja. Al parecer, el espíritu está recreando las injusticias realizadas con su pueblo.
Mientras Giles está decidido a acabar con el espíritu, Willow plantea la posibilidad de ayudarle a recuperar sus tierras. En plena discusión Xander, muy enfermo, aparece con Anya para la fiesta. Siguen discutiendo sobre qué hacer con el espíritu cuando Spike les interrumpe: acude a ellos en busca de ayuda, les explica que no puede morder a nadie y ofrece a cambio información sobre los soldados. Le dejan entrar pero le atan a una silla. Buffy, Anya y Xander van a avisar al decano, ya que puede ser la siguiente víctima. El espíritu vengador convocada a otros espíritus para que se unan a la venganza, y se presentan en casa de Giles a atacar.
A la salida de la casa del decano, que no les ha hecho caso, los tres se topan con Ángel, y este les cuenta que han desaparecido armas summa en el centro cultural. Ángel, al enterarse por qué están ahí, les dice que para un guerrero el líder es el luchador más fuerte: Buffy. Llegan a tiempo a casa de Giles para ayudar, hasta que finalmente Buffy se da cuenta de que puede acabar con el espíritu con su propio puñal y cuando este se transforma en oso lo mata. Ángel lo ve desde fuera y se marcha sin que Buffy le vea, pero por desgracia durante la cena Xander cuenta que Ángel ha estado allí.

## Reparto

### Personajes principales
- Sarah Michelle Gellar como Buffy Summers.
- Nicholas Brendon como Xander Harris.
- Alyson Hannigan como Willow Rosenberg.
- James Marsters como Spike.
- Anthony Stewart Head como Rupert Giles.

### Apariciones especiales
- Marc Blucas como Riley Finn.
- Mercedes McNab como Harmony Kendall.
- Emma Caulfield como Anya.
- Leonard Roberts como Forrest Gates.
- Bailey Chase como Graham Miller.
- Tod Thawley como Hus - El espíritu Chumash.
- David Boreanaz como Ángel.

### Co-starring
- Mark Ankeny como Dean Guerrero.
- William Vogt como Jamie.
- Margaret Easley como Curator.

## Continuidad
Aquí se presentan los hechos que o bien influyen en la cuarta temporada exclusivamente, o bien que viniendo de episodios anteriores influyen en este. Y por último, acontecimientos que ocurren en estw episodio que influyen en las demás temporadas o en alguna otra temporada.

### Para la cuarta temporada
- Riley y Buffy están estableciendo una relación.

### Para todas o las demás temporadas
- Xander se refiere ahora a Anya como su novia.

### Crossover
- Ángel, después de que Doyle tenga una visión de Buffy en problemas Bachelor Party (episodio de Ángel), llega a Sunnydale en este episodio. Buffy está enfadada con él porque no le informó, y lo confronta en I Will Remember You, emitido justo después.
- Willow le pregunta a Ángel sobre la contratación de Cordelia.